# Petroci
Petroci oder Société Nationale d’Opérations Pétrolières de Côte d’Ivoire ist die staatliche, ivorische Ölgesellschaft. Sie wird von Kassoum Fadika geleitet (Februar 2011).
Sie war im Zuge der Regierungskrise in der Elfenbeinküste 2010/2011 von Sanktionen der Europäischen Union betroffen. Kassoum Fadika soll im Dezember 2010 30 Millionen Euro Kapital der Gesellschaft an den Staatshaushalt von Laurent Gbagbo überwiesen haben. Auch der Schweizer Bundesrat beschloss am 19. Januar 2011 alle möglichen Vermögenswerte von SIR in der Schweiz mit sofortiger Wirkung zu sperren. Als Grund wurde: „Trägt zur Finanzierung der unrechtmässigen Regierung von Laurent Gbagbo bei.“ angegeben.